# Џејмс Андерсон
Џејмс Ли Андерсон (енгл. James Lee Anderson; Ел Дорејдо, Арканзас, 25. март 1989) амерички је кошаркаш. Игра на позицијама бека и крила.

## Биографија
Андерсон је од 2007. до 2010. године похађао Универзитет Оклахома Стејт на коме је играо за екипу Оклахома Стејт каубојса. Већ у прве две сезоне колеџ каријере приказао је запажену игру која му је доносила место у другој постави идеалног тима Big 12 конференције. Ипак, сјајном трећом сезоном завредео је значајно већа признања - 2010. је у оквирима Big 12 конференције изабран за играча године, као и члана прве поставе идеалног тима. Исте године нашао је место и у престижном избору NCAA All-Americans.
На НБА драфту 2010. као 20. пика изабрали су га Сан Антонио спарси са којима је 23. јула те године и потписао уговор. У првој сезони имао је проблема са повредом стопала, а почетком 2011. је у два наврата био и на позајмици у Остин торосима из НБА развојне лиге, те је у дресу Спарса одиграо само 26 мечева. У другој сезони забележио је 51 наступ, али није показао довољан напредак, тако да лета 2012. сарадња са њим није продужена. Већ 21. новембра исте године поново га је ангажовао Сан Антонио у покушају да премости период у ком су Кавај Ленард и Стивен Џексон одсуствовали са терена због повреда. Отпуштен је месец дана касније, а 2. јануара 2013. потписао је за Хјустон рокетсе у којима се задржао до краја те сезоне. Сезону 2013/14. провео је у Филаделфија севентисиксерсима. Тамо је остварио убедљиво најбољу статистику у својој НБА каријери - одиграо је 80 мечева (62 као стартер), а просечно је на паркету проводио по 28,9 минута и бележио по 10,1 поена, 3,8 скокова и 1,9 асистенција.
Дана 5. августа 2014. потписао је једногодишњи уговор са Жалгирисом и у њиховом дресу је у сезони 2014/15. освојио оба литванска национална трофеја (првенство и куп). У јулу 2015. вратио се у НБА лигу и потписао за екипу Сакраменто кингса. Након једне сезоне у НБА, вратио се у Европу и сезону 2016/17. провео у Дарушафаки. У јулу 2017. потписао је двогодишњи уговор са Химкијем. Дана 12. јула 2018. године напустио је Химки и потписао двогодишњи уговор са Анадолу Ефесом.
Са репрезентацијом САД освојио је бронзану медаљу на Летњој универзијади 2009. године.

## Успеси

### Клупски
- Жалгирис:
  - Првенство Литваније (1): 2014/15.
  - Куп Литваније (1): 2015.
- Анадолу Ефес:
  - Евролига (2): 2020/21, 2021/22.
  - Првенство Турске (2): 2018/19, 2020/21.
  - Куп Турске (1): 2022.
  - Суперкуп Турске (1): 2018.

### Репрезентативни
- Универзијада:  2009.